# Canal del Jarama

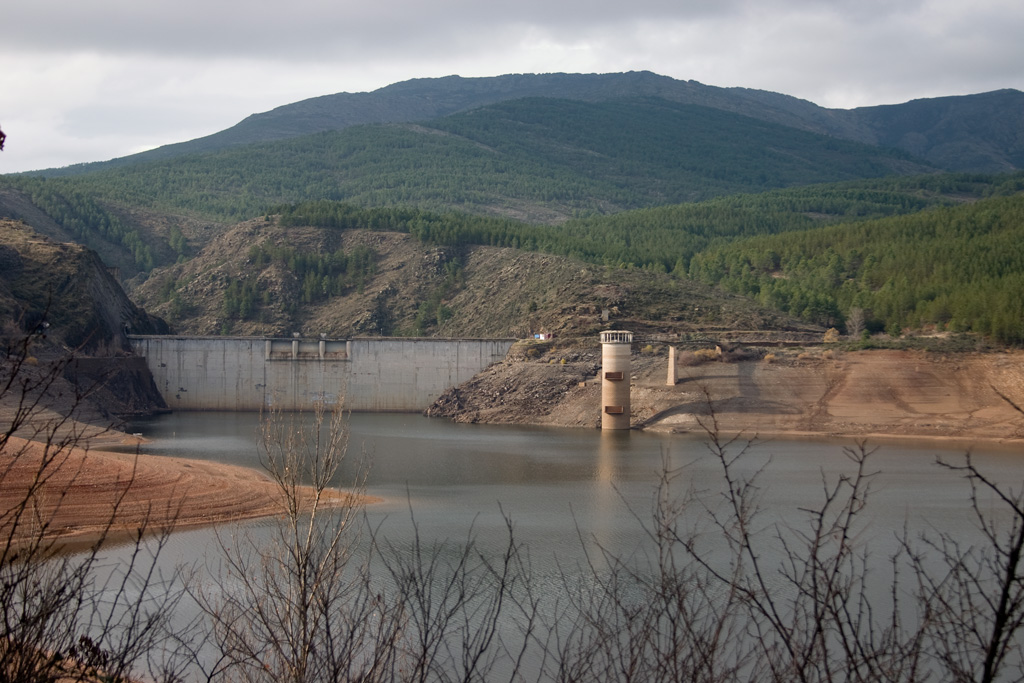
Torre de toma del embalse de El Vado, inicio del canal del Jarama

El canal del Jarama fue construido entre los años 1956 y 1960 para conseguir el aprovechamiento de las aguas de la cuenca del río Jarama hasta el embalse de El Vado, en el suministro de agua a Madrid por parte del Canal de Isabel II.
Ya la memoria de 1914 del Canal de Isabel II, contenía un plano general que incluía como aprovechable la cuenca de este río y mostraba un embalse en este punto, desde el que se había trazado un canal hasta el Pontón de La Oliva donde se unía al canal primitivo de Isabel II.
Con fecha 22 de junio de 1950 fue aprobado el proyecto general del canal de conducción de las aguas del río Jarama para el abastecimiento de Madrid. En 1954 el Canal de Isabel II obtuvo la reserva, para su empleo en el abastecimiento de agua potable, de los caudales: «...En el Jarama los que aporte su cuenca y la sus afluentes desde el origen del río hasta la presa del pantano de El Vado...». Esta presa había sido proyectada, en 1915, para regular el caudal destinado al riego por la Real Acequia del Jarama y autorizada su construcción en 1929, encontrándose en servicio desde 1954. El Decreto de 10 de agosto de 1954 incluía también la entrega del pantano al Canal de Isabel II para su explotación una vez que el canal del Jarama estuviera construido, cosa que ocurrió en 1960, habiéndose procedido posteriormente a un recrecimiento de la presa.
El canal tiene una longitud total de 34,4 km y admite un caudal de 8 m³/s, discurriendo entre la salida de la torre de toma del embalse de El Vado y el depósito superior de Torrelaguna, en el llamado nudo de Calerizas, junto al que en el año 1967 se construyó la estación de tratamiento de aguas ETAP de Torrelaguna. Desde este depósito las aguas pueden ser enviadas a tratamiento y luego derivadas hacia Madrid por el Canal Alto y a los pueblos del entorno, incluidos en el denominado Sistema de Torrelaguna. También desde este depósito pueden ser turbinadas las aguas en la Central eléctrica de Torrelaguna y enviadas hacía Madrid por el canal Bajo, o enviadas al depósito Intermedio del nudo y, desde él, introducidas en el canal de El Atazar, puesto en servicio en el año 1970. La cota de inicio del canal, en su solera, son 889,23 m y la final 866,85 m.

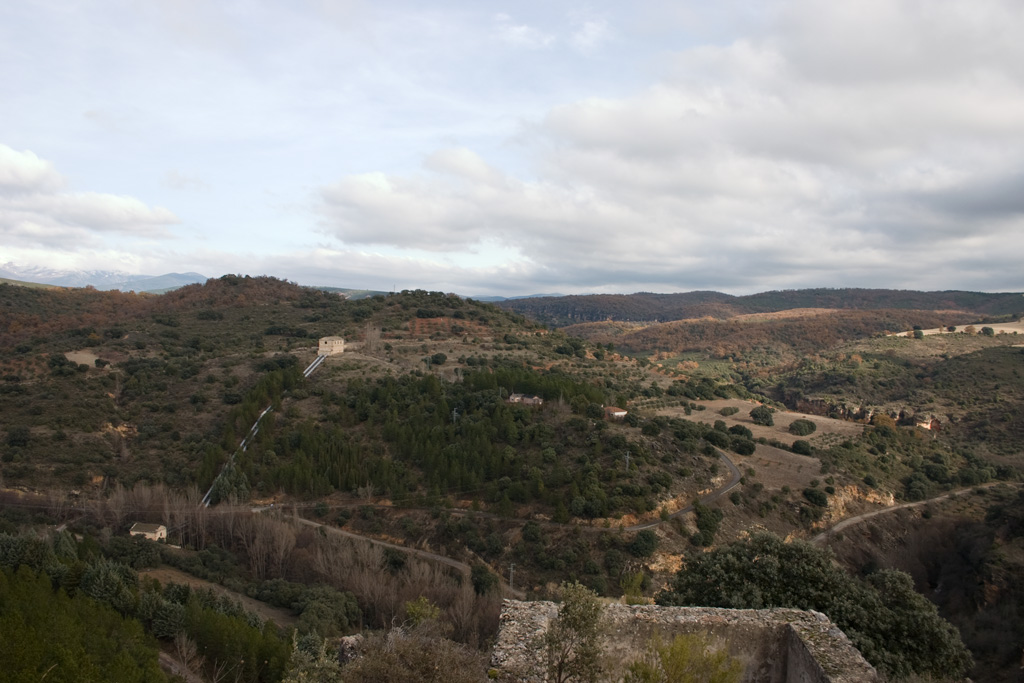
Sifón de Valdesotos

El canal está construido con hormigón moldeado y vibrado, con una sección útil de 3,10 m de anchura y 3,20 m de altura, con solera abombada y anchura menor en la parte más elevada, rematada en su parte superior por un arco de 1,30 m de radio. Está recubierto en las zonas donde queda visible con piedra caliza labrada, dándole un aspecto característico. Los barrancos los salva mediante sifones construidos con dos tubos metálicos de 1,5 m de diámetro, en paralelo, que se inician en la correspondiente almenara de entrada de cada sifón y terminan en la almenara de salida. En todos estos puntos tiene el juego de compuertas necesario para poder aislar cada tubo, mientras el otro puede dar servicio, así como vertederos para enviar a campo el agua del canal si ello fuera preciso. Dada la accidentada topografía del recorrido, el canal tiene múltiples tramos, hasta 35 en túnel en su trazado original, a cielo abierto y en sifón.
Las empresas que realizaron los trabajos de construcción del canal propiamente dicho fueron M.Z.O.V., y Construcciones A.M.S.A.; y los sifones fueron construidos por Entrecanales y Távora y Tubos Bonna S.A.; las tuberías metálicas fueron fabricadas por la Sociedad Metalúrgica Duro-Felguera partiendo de chapa laminada de espesor entre 7 y 15 mm. En el transcurso de la obra se excavaron 587 000 m³ y se utilizaron 76 500 Tm de cemento y 3400 Tm de chapa de palastro y en los momentos álgidos de esta llegaron a intervenir en ella 3000 trabajadores en 70 tajos, a tres turnos. En algunos momentos la escasez de maquinaria para tantos tajos hizo que tuvieran que emplearse métodos que el propio director de las obras califica como «faraónicos». En el transcurso de las obras se produjeron varios accidentes, ocasionando dos muertos el más grave de ellos, a consecuencia de un derrumbamiento en la apertura de uno de los túneles.

## Recorrido detallado

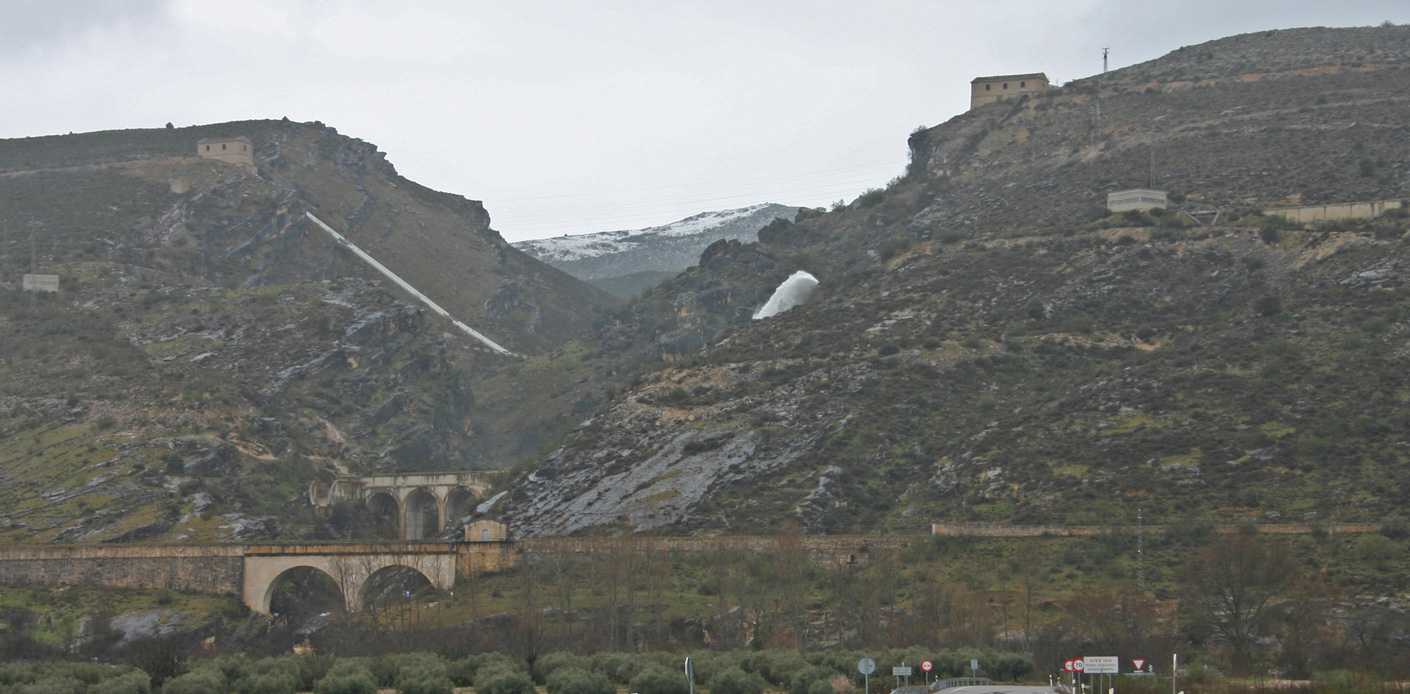
Sifones y acueductos en el barranco de las Cuevas

Parte de la torre de toma situada junto al margen derecho del embalse, en las cercanías del dique. Tiene un tramo a presión hasta llegar a la cámara de rotura situada un poco por debajo del muro, uniéndose actualmente a este canal, en este punto, el canal del Sorbe, construido posteriormente y que llega a través de un acueducto. Transcurre por la margen derecha de la garganta del río Jarama, alternando tramos en túnel con tramos a cielo abierto que afloran en las vaguadas del terreno.
El valle del río se desplaza hacia la izquierda, mientras el canal sigue un trazado menos sinuoso. El canal queda a cielo abierto al llegar al valle del río de Palancares, que viene del pueblo de Valdesotos, que salva a través del sifón de Valdesotos, continúa de nuevo alternado tramos en túnel y a cielo abierto hasta llegar al barranco del arroyo que viene del pueblo de Tortuero, que lo salva a través del sifón de Tortuero. De nuevo el trazado continúa a través de túneles con tramos cortos al aire, pasando por las cercanías del pueblo de Alpedrete de la Sierra y continuando con las mismas características hasta llegar al valle del Lozoya, salvando este a través del sifón del Pontón de la Oliva, pasando la parte baja de este sifón por el interior del dique del frustrado embalse.

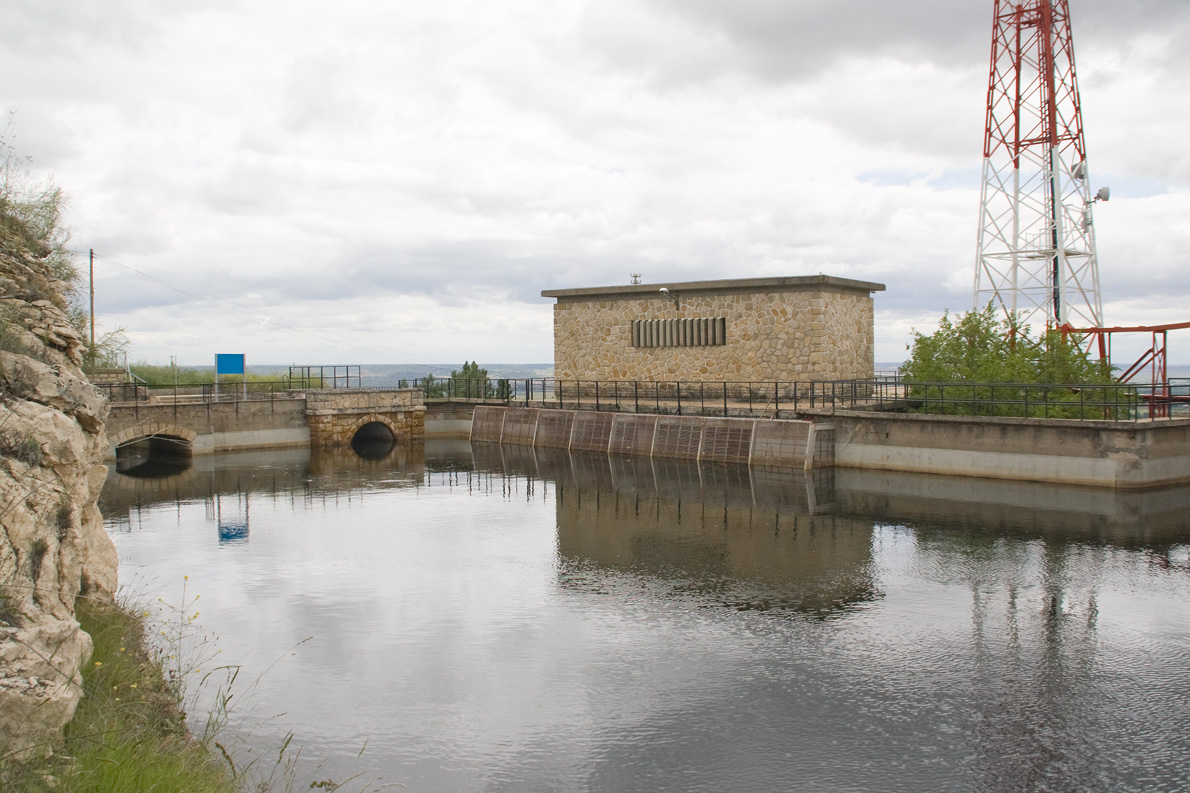
Entrada de los canales de El Villar y del Jarama al depósito superior de Torrelaguna

A partir de este punto circula por la parte alta de la formación de cerros calizos de Torrelaguna, quedando en algunos tramos en paralelo con el antiguo canal primitivo, denominado hoy canal de la Parra, que circula por la parte más baja de los cerros y el canal del Atazar, que lo hace en la parte media de las laderas. Esta formación está cortada por múltiples barrancos que salva a través de los sifones de Valdentales, que pasa por debajo de la carretera M-134, el pequeño sifón de Hocino que salva el barranco de este nombre, el sifón de las Cuevas, el sifón de Patones, que pasa por encima de la carretera que une los núcleos de Patones de Abajo con Patones de Arriba, el sifón de San Román, enfrente del pueblo de Torremocha de Jarama, el pequeño sifón del Mortero, y finalmente el sifón de Matachivos, junto a la villa de Torrelaguna. Un par de kilómetros más adelante y después de pasar por debajo de la carretera que enlaza Torrelaguna con El Berrueco finaliza el canal en el mencionado depósito superior del Nudo de Calerizas.
En enero de 1971 se puso en servicio una variante, que se construyó en los meses anteriores, de alrededor de 468 m de longitud en la entrada al sifón de Valdesotos construida en túnel, en sustitución de un tramo construido a cielo abierto en una ladera que, debido a la inestabilidad del terreno donde se había ubicado, había resultado conflictivo a lo largo de su explotación. Este tramo quedó abandonado.